# Onça de Pitangui
Onça de Pitangui é um município brasileiro do estado de Minas Gerais. Sua população recenseada em 2022 era de 2 969 habitantes.

## Geografia
Localiza-se na Mesorregião Metropolitana de Belo Horizonte.